# Cases al carrer Major, 9-11 (l'Espluga de Francolí)
Les Cases al carrer Major, 9-11 és una obra de l'Espluga de Francolí (Conca de Barberà) inclosa a l'Inventari del Patrimoni Arquitectònic de Catalunya.

## Descripció
Edifici de dos plantes, dos pisos i golfes. Originàriament eren de planta i pis però tal com mostra l'obra vista i la balustrada de terra cuita el segon pis i les golfes o assecadors són posteriors, probablement del XIX. Aquest edificis, molt propis dels nuclis urbans de la comarca són una mostra del tipus d'economia es que es desenvolupava en aquests centres. El cultiu de l'ametlla, la recol·lecció i el seu assecament per a la distribució i comercialització ha estat una de les principals activitats econòmiques de L'espluga, principal mercat agrícola de la comarca.